# مقتل كيان بيرفلك

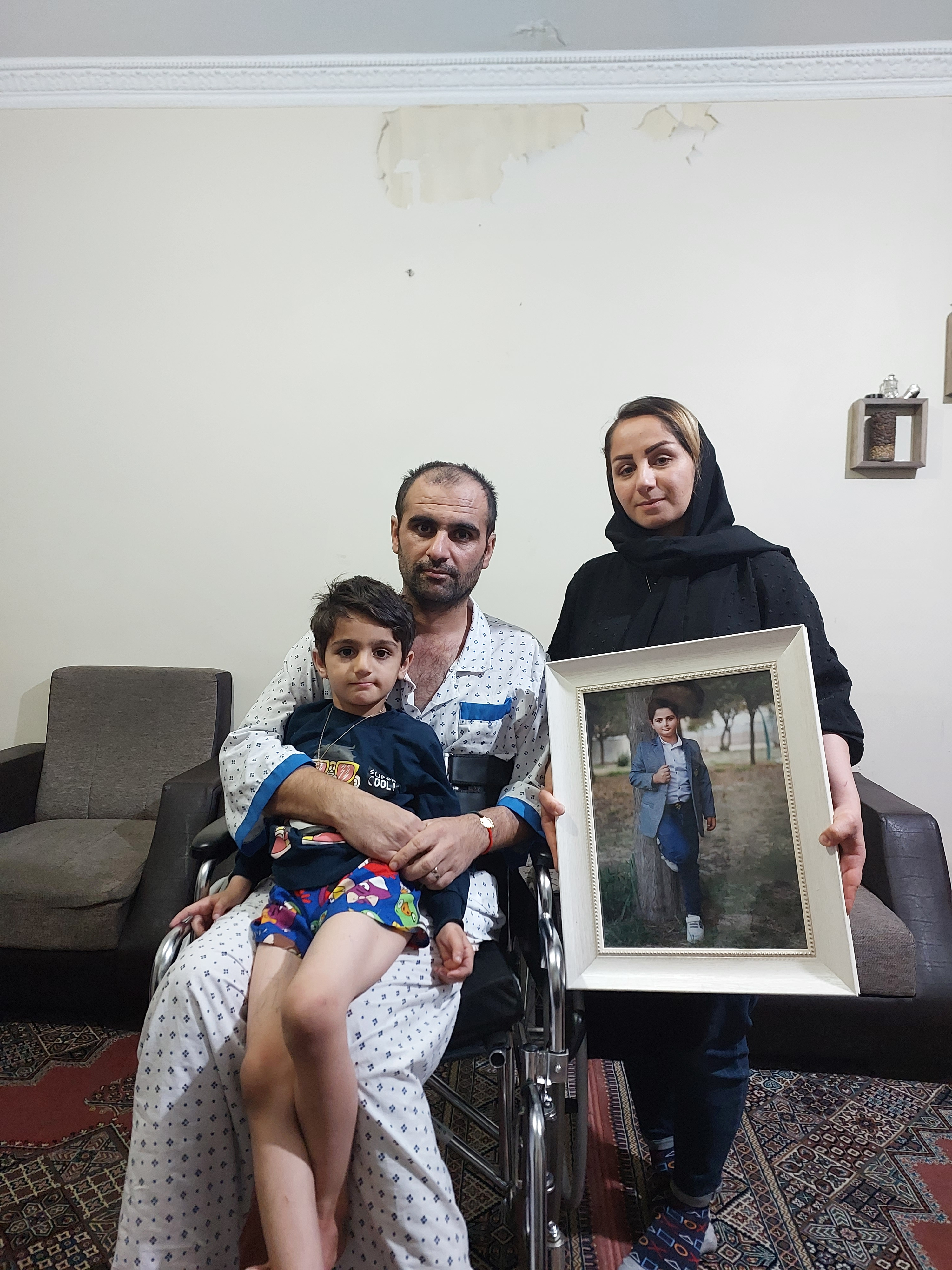
عائلة بيرفلك في عام 2023

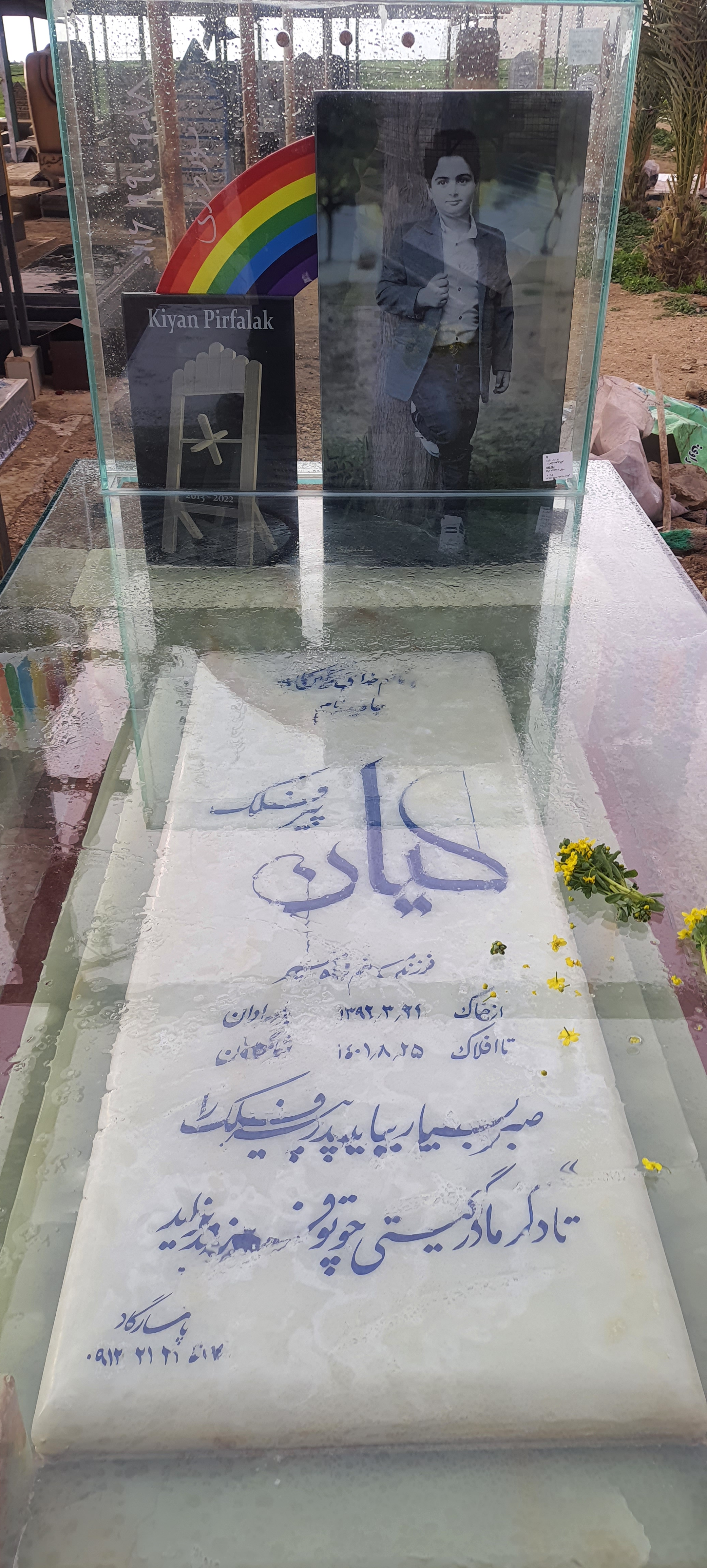
قبر كيان بيرفلك

كيان بيرفلك( (بالفارسية: کیان پیرفلک) المولود في ال11 من يونيو 2013 - و المتوفي يوم 16 نوفمبر 2022) هو طفل إيراني قُتل في الهجوم على سوق ايذج، حيث حدث إطلاق نار من قبل قوات الأمن الحكومية أثناء جلوسه في سيارة والديه في مدينة إيزذج ، بإيران.    كما أصيب والده ميثم بيرفلك بجروح خطيرة في الهجوم وتم نقله إلى المستشفى.  القت والدته وباقي أفراداسرته الذين شهدوا الحادث اللوم في الهجوم على قوات الأمن الإيرانية.  بينما ألقت وكالات أنباء الجمهورية الإسلامية ، بما في ذلك وكالة أنباء الجمهورية الإسلامية (إيرنا) ، باللوم في وفاته على الإرهابيين، ووزعت بيانًا منسوبًا إلى داعش ، زاعمًا أن الجماعة أعلنت مسؤوليتها عن إطلاق النار المميت الذي أدى إلى مقتله.  لكن هيئة الإذاعة البريطانية حققت في البيان وخلصت إلى أنه مزيف. 
وأثار مقتل بيرفلك غضبًا عارمًا على مستوى البلاد ضد الحكومة واستخدامها للقوة المميتة للغاية ضد المتظاهرين.    ويعتبر أصغر ضحية معروفة (إما 9 أو 10 سنوات) لقمع احتجاجات سبتمبر 2022 .   

## تاريخ
قُتل كيان بيرفلك بالرصاص في 15 تشرين الثاني (نوفمبر) 2022 في مدينة إيذج .  وسقط خلال هذه الحادثة سبعة أشخاص اخرين، من بينهم المراهقان أرتين رحماني وسبهر مقصودي (الذي قُتل برصاصة في رأسه).    
نسبت وكالة أنباء الجمهورية الإسلامية (إيرنا)، وكالة أنباء فارس وغيرها من وسائل الإعلام الإيرانية الهجوم إلى الإرهابيين وليس إلى قوات الأمن التابعة للدولة، كما ارجعت عمليات القتل إلى تنظيم الدولة .  
وقال أحد أقارب كيان بيرفلك لاذاعة فاردا بما مفاده ان رجال الأمن فتحوا النار على السيارة التي كان يجلس فيها بيرفلك.  هناك اخترقت رصاصة رئة الطفل كيان.   كما أصيب والده السيد ميثم بيرفلك بجروح خطيرة وتم نقله إلى المستشفى فيما بعد.   وتنفي والدته، السيدة زينب مولاي رواية الحكومة للأحداث، وتزعم أن ابنها قُتل على يد قوات الأمن.  

## جنازة
ابقت عائلة كيان بيرفلك جثة ابنها محفوظة في الثلج و رفضت تسليمه الى المشرحة خوفا من قيام قوات الامن الايرانية من سرقة جثة الطفل لافاء الادلة اذ تكرر ذلك عدةمرات. شيع المئات من الاشخاص جنازة بيرفلك و اطلقوا شعارات معادية للنظام الايراني كاحتجاج على مقتله.
وقالت والدة بيرفالاك، زينب مولاي، للمشيعين في جنازته: "اسمعوا مني كيف حدث إطلاق النار حتى لا يقولوا إنه من قبل إرهابيين، لأنهم يكذبون".  خلال الحفل، انتقدت والدة بيرفالاك المرشد الأعلى للجمهورية الإسلامية علي خامنئي من خلال قصيدة جاء فيها: "كيف حال السيد سيد علي [خامنئي]؟ لديه لحية طويلة تنزل إلى صدره! صدر مليء بالكراهية - قلبه". مثل الحجر - كل ما يقوله هراء!"  

## تأثير
أثار مقتل بيرفالاك زيادة في الاحتجاجات على مستوى البلاد،   والدعم الدولي.  بعد جنازة بيرفالاك، تم إحراق منزل طفولة آية الله روح الله الخميني في 17 نوفمبر 2022؛ والذي يستخدم كمتحف تذكاري و الواقع في مدينة الخمين .    كما عرض محتجون في كلية علم النفس والعلوم التربوية بجامعة طهران صورا لبيرفلك. 
وبعد أيام من وفاة بيرفالاك، أصدرت اليونيسف بيانا أدانت فيه وفاة واحتجاز الأطفال في أعقاب احتجاجات 2022 في إيران.   
وانتشر مقطع فيديو على الإنترنت للطفل يرفلك وهو يختبر قاربه المصنوع يدويا، وقال: "بسم إله قوس قزح ".   مقطع "باسم رب قوس قزح" هو قصيدة لمحمود بورهاب ( (بالفارسية: محمود پورهاب)لموجود في كتاب المدرسة الابتدائية الفارسية للصف الثالث.  ونتيجة لذلك، أشارت العديد من النصب التذكارية حول بيرفالاك إلى إله قوس قزح. 
قُتل بويا مولايراد، أحد أقارب والدة كيان بيرفلك، بالرصاص على يد عملاء الأمن الإيرانيين في 11 يونيو 2023، خلال حفل تأبين لكيان. وأظهر شهود عيان ومقاطع فيديو تم تداولها على وسائل التواصل الاجتماعي إطلاق النار على مولايراد في موقع دفن بيرفالاك في قرية بارشستان في ايذج، وسط حضور أمني مكثف. وزعم المسؤولون الإيرانيون أن مولايراد كان مهاجمًا أُطلق عليه الرصاص دفاعًا عن النفس، لكن عائلته ومستخدمي وسائل التواصل الاجتماعي شككوا في هذه الرواية.    

## أنظر أيضا
- وفاة مهسة أميني
- شرطة الأخلاق
- احتجاجات إيرانية ضد الحجاب الإلزامي

## روابط خارجية
قالب:Mahsa Amini protests